# Розкохув (Опольське воєводство)
Розкохув (пол. Rozkochów, нім. Rosnochau) — село в Польщі, у гміні Вальце Крапковицького повіту Опольського воєводства.
Населення — 530 осіб (2011).
У 1975-1998 роках село належало до Опольського воєводства.

## Демографія
Демографічна структура станом на 31 березня 2011 року:
|          | Загалом | Допрацездатний вік | Працездатний вік | Постпрацездатний вік |
| -------- | ------- | ------------------ | ---------------- | -------------------- |
| Чоловіки | 239     | 31                 | 167              | 41                   |
| Жінки    | 291     | 41                 | 182              | 68                   |
| Разом    | 530     | 72                 | 349              | 109                  |